# Chris Oddleifson
Christopher Roy „Chris“ Oddleifson (* 7. September 1950 in Brandon, Manitoba) ist ein ehemaliger kanadischer Eishockeyspieler. Der Center absolvierte zwischen 1972 und 1980 über 500 Spiele in der National Hockey League, wobei er erst kurzzeitig für die Boston Bruins auflief und in der Folge den Großteil seiner Laufbahn bei den Vancouver Canucks verbrachte, die er zudem in der Saison 1976/77 als Kapitän anführte. Anschließend ließ er seine aktive Karriere beim SC Langenthal in der Schweizer Nationalliga B ausklingen.

## Karriere
Chris Oddleifson spielte in seiner Jugend für die Winnipeg Jets in seiner Heimatprovinz Manitoba, mit denen er am Spielbetrieb der Western Canadian Hockey League (WCHL) teilnahm. In der Saison 1969/70 führte er die gesamte Liga mit 64 Torvorlagen an, während er bei 95 Scorerpunkten nur von Reggie Leach und Greg Polis übertroffen wurde, sodass man ihn im WCHL First All-Star Team berücksichtigte. Anschließend wurde der Angreifer im NHL Amateur Draft 1970 an zehnter Position von den California Golden Seals ausgewählt. In der Folge verbrachte er sein erstes Profijahr bei den Providence Reds in der American Hockey League (AHL), bevor ihn die Golden Seals im November 1971 samt Rich LeDuc an die Boston Bruins abgaben und im Gegenzug Ivan Boldirev erhielten. Vorerst lief er allerdings in der Spielzeit 1971/72 für die Oklahoma City Blazers in der Central Hockey League (CHL) auf, ehe er zu Beginn der Saison 1972/73 sein Debüt für die Bruins in der National Hockey League (NHL) gab. Nach sechs Einsätzen dort kehrte der Center jedoch in die AHL zurück, zum Farmteam der Bruins, den Boston Braves.
Mit Beginn der Spielzeit 1973/74 erspielte sich Oddleifson einen Stammplatz im NHL-Aufgebot der Bruins, jedoch war die Konkurrenz im Angriffszentrum letztlich zu groß, sodass er im Februar 1974 mitsamt Fred O’Donnell und den Rechten an Mike Walton zu den Vancouver Canucks transferiert wurde. Im Austausch wechselte Bobby Schmautz nach Boston. In Vancouver gelang es dem Kanadier, seine persönliche Statistik deutlich zu steigern, so verzeichnete er in der Saison 1975/76 mit 62 Punkten aus 80 Spielen seinen Karriere-Bestwert. Darüber hinaus entwickelte er sich zum Führungsspieler der Canucks, sodass er in der Spielzeit 1976/77 das Amt des Mannschaftskapitäns von André Boudrias übernahm, jedoch bereits nach einem Jahr an Don Lever weitergab. In Summe war der Mittelstürmer fast acht Jahre lang in Vancouver aktiv, ehe er im Dezember 1981 sein letztes NHL-Spiel bestritt und den Rest der Saison bei den Dallas Black Hawks in der CHL verbrachte. Anschließend ließ er seine Laufbahn zwischen 1981 und 1983 beim SC Langenthal in der Schweizer Nationalliga B ausklingen und beendete in der Folge seine aktive Karriere. Insgesamt hatte Oddleifson 538 NHL-Partien bestritten und dabei 293 Scorerpunkte verzeichnet. Er ließ sich wenig später im Großraum Vancouver nieder und war dort in der Immobilienbranche tätig.

## Erfolge und Auszeichnungen
- 1970 WCHL First All-Star Team

## Karrierestatistik
(Legende zur Spielerstatistik: Sp oder GP = absolvierte Spiele; T oder G = erzielte Tore; V oder A = erzielte Assists; Pkt oder Pts = erzielte Scorerpunkte; SM oder PIM = erhaltene Strafminuten; +/− = Plus/Minus-Bilanz; PP = erzielte Überzahltore; SH = erzielte Unterzahltore; GW = erzielte Siegtore; 1 Play-downs/Relegation; Kursiv: Statistik nicht vollständig)